# Gregoire Nakchounian
Gregoire „Grischa“ Nakchounian (* um 1895) war ein (vermutlich) belarussischer Jazz- und Unterhaltungsmusiker (Klarinette, Altsaxophon, Orchesterleitung).
Nakchounian floh nach der Oktoberrevolution nach Westeuropa und ließ sich zunächst in Paris, dann in Belgien nieder. Dort gründete er sein Russian North Star Orchestra und tourte mit ihm durch Europa, wo er zunächst vor allem in den Niederlanden Erfolge hatte. Die Plattenkarriere begann 1925 mit Aufnahmen als Begleiter des populären Sängers Willy Derby für Beka („Ik hou van beesten“ =„Linger Awhile“ und „Kom nu Lekker bekje“ =„Pasadena“). 1926 spielte er mit dem Orchester viele Konzerte; es entstanden Aufnahmen für die englische Plattenfirma Edison Bell in London.
Nach weiteren Gastspielen in Scheveningen und Amsterdam trat er 1928 in Berlin auf, wo einige Schallplatten für Vox entstanden (wie „Brotherly Love“, „Shreveport Stomp“ und „Sugar Baby“), an denen auch Erwin Steinbacher (Banjo) und Franz Mück beteiligt waren. Im Sommer 1928 spielte der amerikanische Jazz-Posaunist Ben Pickering mit dem Russian North Star Orchestra einige Konzerte im Ostseebad Zoppot in der Danziger Bucht. 1929 gehörte Meg Tevelian der Band an. Von Hamburg aus kehrte Nakchounian nach Berlin zurück, wo er im September und Oktober im Café Berlin mit einem Septett spielte. 1929/30 entstanden weitere Aufnahmen mit russischen und ukrainischen Exilkapellen, an denen Nakchounian als Arrangeur oder Interpret beteiligt war. 1960 war er Flötist in einem Sinfonieorchester.

## Lexikalischer Eintrag
- Jürgen Wölfer: Jazz in Deutschland. Das Lexikon. Alle Musiker und Plattenfirmen von 1920 bis heute. Hannibal Verlag, St. Höfen 2008